# یوان دی بوئر
یوان دی بوئر (انگلیسی: Yoann de Boer؛ زادهٔ ۲۷ ژانویهٔ ۱۹۸۲) بازیکن فوتبال اهل فرانسه است.
از باشگاه‌هایی که در آن بازی کرده‌است می‌توان به باشگاه فوتبال فورتونا سیتارد اشاره کرد.